# Henri Deschamps (homme politique)
Pour les articles homonymes, voir Henri Deschamps et Deschamps.
Henri Deschamps, né le 1er août 1908 à Ruelle-sur-Touvre (Charente) et mort le 14 avril 1987 à Talence (Gironde), est un homme politique français.

## Biographie
Il est le 1er adjoint du maire Georges Lasserre de 1953 à 1959, maire de Talence de 1965 à 1983, député de la Gironde de 1967 à 1968 et de 1973 à 1981. Il est aussi vice-président de la communauté urbaine de Bordeaux dès 1968 et conseiller régional d'Aquitaine.
En 1982, il quitte le PS puis le réintègre en 1983.